# البنك المركزي لساو تومي وبرينسيبي
البنك المركزي لساو تومي وبرينسيبي هو البنك المركزي لساو تومي وبرينسيبي ، وهي جزيرة ناطقة بالبرتغالية قبالة الساحل الاستوائي الغربي لوسط أفريقيا .

## التاريخ
عند الاستقلال في عام 1975 ، حولت الحكومة الفرع المحلي للبنك الاستعماري البرتغالي، بانكو ناسيونال ألترامارينو، إلى البنك الوطني لساو تومي وبرينسيبي، الذي تولى مهام البنك المركزي ومصرف التنمية والبنك التجاري. أنشأت الحكومة بنكًا أحاديًا من خلال جلب البنك التجاري الآخر الوحيد في البلاد، وهو البنك الشعبي الأنجولي (المعروف سابقًا باسم البنك التجاري الأنجولي، والآن بنك بانكو دي بوبانا إي كريديتو ) ، تحت سيطرة بنك بانكو ناسيونال ودمج بنك الادخار التابع له، تحت اسم كايكسا دي كريديتو .
في عام 1992 ، أسفر قانون الإصلاح عن تخلي البنك الوطني عن وظائفه المصرفية التجارية والتنموية، مع التركيز على البنوك المركزية. مع هذا الإصلاح، اتخذ البنك اسمه الحالي. كان البنك خلف للوظائف الخدمات المصرفية التجارية

## روابط خارجية
- الموقع الرسمي (البرتغالية)